# Rheumaptera fuegata
Rheumaptera fuegata är en fjärilsart som beskrevs av Otto Staudinger 1898. Rheumaptera fuegata ingår i släktet Rheumaptera och familjen mätare. Inga underarter finns listade.